# Prisco Attalo
Prisco Attalo (in latino Priscus Attalus; ... – Lipari, ...; fl. 394-416) è stato un senatore romano, due volte usurpatore dell'Impero romano (la prima volta nel 409–410, la seconda nel 414-415), elevato alla carica col sostegno dei Visigoti.

## Biografia

### Origini
Attalo era un greco dell'Asia di rango senatoriale; godeva di buona fama sia come oratore che come poeta aulico, ed era uno dei più influenti membri del Senato romano. Aveva un figlio di nome Ampelio, ed è stato proposto che fosse un parente, forse il figlio, di Publio Ampelio. Era pagano, e interessato negli indovini.
Probabilmente ricoprì qualche incarico di un certo livello, in quanto nel 394 era vir spectabilis; in quell'anno Quinto Aurelio Simmaco (col quale corrispondeva) lo presentò all'influente Nicomaco Flaviano. Poco prima del 397 acquistò una villa a Tibur, dove fece erigere un complesso termale di nuova concezione; aveva anche una casa in città, sul Celio. Nel 398 fece parte di un'ambasceria del Senato romano presso l'imperatore Onorio, la quale intendeva chiedere l'esenzione dei senatori da una disposizione che imponeva il reclutamento di soldati per l'esercito; l'ambasceria ebbe successo.
Dopo l'assedio di Roma del 408, in cui il Senato romano si era accordato con l'assediante visigoto Alarico I, Attalo fu messo a capo di una delegazione dell'Urbe presso la corte imperiale a Ravenna, il cui compito era perorare le richieste del sovrano visigoto di un territorio dove stanziare il suo popolo e di un comando militare per sé; l'ambasceria, giunta nella capitale imperiale il 17 gennaio 409, non ebbe successo, ma Attalo fu comunque onorato dall'imperatore Onorio della carica di comes sacrarum largitionum, grazie all'influenza di Olimpio. Qualche tempo dopo si recò a Roma, dove licenziò Eliocrate, il quale era stato incaricato di confiscare le proprietà dei sostenitori di Stilicone, ma che aveva operato con scarsa solerzia. Continuò il lavoro di confisca in qualità di comes fino all'arrivo del suo successore, Demetrio; Onorio, infatti, nominò Attalo praefectus urbi della città di Roma.

### Prima usurpazione (409-410)

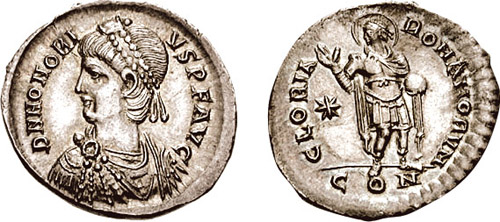
Moneta d'argento di Onorio, contro il quale Prisco Attalo si ribellò nel 409, con l'aiuto del re visigoto Alarico I.

Quello stesso anno, il re dei Visigoti Alarico I occupò Roma, ed elevò Attalo al soglio imperiale, in opposizione a Onorio, che si era rinchiuso a Ravenna; in tale occasione, Attalo si fece battezzare dal vescovo ariano goto Sisegaro. Tra i primi atti di governo fu l'estensione dei diritti della gerarchia cattolica, come l'esenzione dai tributi, a quella ariana, e la distribuzione delle cariche civili e militari ai suoi sostenitori: Alarico ottenne la carica di magister utriusque militiae, che lo poneva a capo della gerarchia militare e di quella civile, mentre il suo braccio destro Ataulfo ricevette il rango di comes domesticorum equitum (la guardia imperiale a cavallo).
Attalo rappresentava gli interessi della nobiltà senatoriale, all'epoca in conflitto con Onorio: il contrasto con l'imperatore in Ravenna fece sì che l'autorità di Attalo non fosse riconosciuta nell'impero, e nemmeno in tutta l'Italia. Di particolare importanza era la defezione di Eracliano, il comes Africae, fedele a Onorio e che controllava la diocesi d'Africa, dalla quale giungeva l'indispensabile rifornimento di grano per la città di Roma: allo scopo di indebolire Attalo, Onorio aveva ordinato a Eracliano di interrompere la fornitura, causando la carestia in città.
Attalo, di concerto con Alarico, preparò una spedizione contro Eracliano, poi quella stessa estate si mosse verso Ravenna accompagnato dal re visigoti, mettendo sotto assedio la capitale di Onorio. L'imperatore assediato offrì ad Attalo di condividere il potere, ma questi si rifiutò, continuando l'assedio; fu però costretto a ritornare a Roma, in quanto la sua capitale soffriva per la mancanza di rifornimenti di grano causati dal blocco ordinato da Eracliano, che aveva sconfitto le forze inviategli contro da Attalo.
Attalo si rifiutò di affidare a un capo goto il comando di una seconda spedizione contro Eracliano: intenzionato a trattare con Onorio, Alarico depose Attalo (410) spogliandolo dei paramenti imperiali e lo incarcerò assieme al figlio Ampelio. In seguito al fallimento delle trattative, Alarico mise in atto il sacco di Roma.

### Seconda usurpazione (414-415)

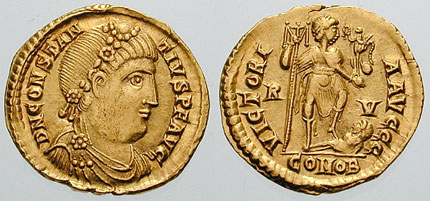
Solido del generale di Costanzo III. Flavio Costanzo fu il generale di Flavio Onorio che attaccò efficacemente i Visigoti, costringendoli ad abbandonare la Gallia, segnando il fato di Prisco Attalo.

Dopo la morte di Alarico, Prisco rimase comunque al seguito dei Visigoti, seguendoli nella loro migrazione in Gallia. Nel 412/413 consigliò, senza successo, il nuovo re Ataulfo di allearsi all'usurpatore Giovino; nel gennaio 414, a Narbona, il nuovo re Ataulfo sposò Galla Placidia, la figlia di Teodosio I nonché sorella di Onorio, e Attalo pronunciò il panegirico matrimoniale.
In quello stesso anno, Flavio Costanzo, generale di Onorio e co-imperatore nel 421, iniziò un'offensiva militare contro i Goti. In risposta, Ataulfo nominò Prisco Attalo imperatore per la seconda volta. Il blocco imposto da Costanzo fu tanto efficace che i Visigoti abbandonarono la Gallia per l'Hispania, nel 415. Attalo tentò di fuggire, ma fu catturato dalle forze di Costanzo e inviato a Ravenna. Mutilato, partecipò al trionfo di Onorio in Roma nel 416, e poi esiliato a Lipari.